# Liste der Monuments historiques in Courmas
Die Liste der Monuments historiques in Courmas führt die Monuments historiques in der französischen Gemeinde Courmas auf.

## Liste der Objekte
| Bezeichnung                        | Beschreibung                                                                  | Standort                           | Kennzeichnung | Schutzstatus    | Datum  | Bild |
| ---------------------------------- | ----------------------------------------------------------------------------- | ---------------------------------- | ------------- | --------------- | ------ | ---- |
| Skulptur Heiliger Remigius (1)     | Stein, farbig gefasst, 16. Jahrhundert                                        | in der Kirche St-Remi (Lage)       | PM51001883    | Inscrit         | 1990   |      |
| Pietà                              | Stein, 16. Jahrhundert; 1914 zerstört                                         | in der Kirche St-Remi (Lage)       | PM51001496    | Classé gelöscht | ? 1945 |      |
| Gemälde Anbetung der Hirten        | Ölfarbe auf Leinwand, 17. Jahrhundert; während des Ersten Weltkriegs zerstört | in der Kirche St-Remi (Lage)       | PM51001495    | Classé gelöscht | ? 1942 |      |
| Skulptur Sitzende Madonna mit Kind | Stein, 15. Jahrhundert                                                        | außen an der Kirche St-Remi (Lage) | PM51000333    | Classé          | 1908   |      |
| Skulptur Heiliger Remigius (2)     | Stein, 16. Jahrhundert; 1914 zerstört                                         | in der Kirche St-Remi (Lage)       | PM51001494    | Classé gelöscht | ? 1945 |      |
| Schrank                            | Eichenholz, 18. Jahrhundert                                                   | in der Kirche St-Remi (Lage)       | PM51001880    | Inscrit         | 1980   |      |
| Weihrauchschiffchen                | Kupfer, vergoldet, 19. Jahrhundert                                            | in der Kirche St-Remi (Lage)       | PM51001881    | Inscrit         | 1980   |      |
| Monstranz                          | Kupfer, vergoldet, 19. Jahrhundert                                            | in der Kirche St-Remi (Lage)       | PM51001882    | Inscrit         | 1980   |      |